# Барут
Барут или пушчани прах је супстанца која врло брзо сагорева уз ослобађање гасова који служе као покретачка енергија у ватреном оружју. Ова дефиниција се односи и на црни и на бездимни барут. Обе врсте барута су слаби експлозиви. Њиховим сагоревањем се ствара подзвучни дефлаграциони талас наспрам надзвучног експлозивног таласа који стварају јаки експлозиви. Резултат тога је да је притисак који настаје сагоревањем барута довољан да потисне зрно, али не и да разори експлозивну комору ватреног оружја. Из истих разлога барут није добар за разбијање стена или утврђења, где се успешно користе јаки експлозиви.
Барут је најстарији познати хемијски експлозив. То је смеша сумпора, дрвеног угља и калијум нитрата. Сумпор и угаљ делују као гориво док је калијум нитрат оксидационо средство. Због својих запаљивих особина, количине топлоте коју ослобађа и запремине гасова које производи, барут се најчешће користи као погонско средство у ватреном оружју и као пиротехнички састојак у ватромету. Смеша која се користи за разарање стена (као на пример у каменолому) зове се прах за минирање.
Баруту је додељен УН број UN0027 те је сврстан у класу опасности 1.1D. Тачка паљења износи приближно 427—464 °C (801—867 °F; 700—737 K). Конкретна тачка паљења може одступати у зависности од хемијског састава барута. Релативна густина барута износи 1,7 до 1,82 (по живином методу) односно 1,92 до 2,08 (мерено пикнометром).  вредност барута је између 6,0 и 8,0. Такође се сматра нерастворљивим материјалом.
Према већини историчара, сматра се да је барут измишљен у 9. веку у Кини, док су се најранији записи формуле за његову израду појавили у 11. веку у тексту из династије Сонг, Wujing Zongyao. Његово откриће довело је најпре до открића ватромета те примитивног ватреног оружја у Кини. У вековима након кинеског открића, оружја с барутом су се почела појављивати у муслиманском свету, Европи и Индији. Технологија барута се из Кине прво раширила преко средње Азије на Средњи исток па потом у Европу. Рани западњачки извештаји о баруту се појављују у текстовима које је написао енглески филозоф Роџер Бејкон у 13. веку.
Барут је сврстан у слабије експлозивне материјале због своје релативно споре брзине распадања и, узрочно-последично, ниске бризантности. Слаби експлозиви дефлагрирају (тј. сагоревају) подзвучним брзинама, док снажни експлозиви детонирају производећи надзвучне таласе. Брзина сагоревања барута се повећава повећањем притиска, тако да у затвореној посуди може експлодирати, а изван ње само сагорева. Запаљење барута запакованог иза метка мора дати довољно притиска да зрно избаци из цеви великом брзином, али не и превише да се не распадне чаура односно цев. Стога барут представља врло добро погонско гориво, али је мање погодан за разбијање стена или утврђења. Он се користио за пуњење артиљеријских граната, за минирање и у грађевинарству за грубо уклањање стена, све до друге половине 19. века када су направљени први прави експлозиви (нитро-експлозиви). Данас се барут не користи за модерне експлозивне бојне главе, нити се користи као главни експлозив у активностима минирања терена због трошкова његовог добијања у односу на нове алтернативне експлозиве попут амонијум-нитрата/течног горива (ANFO). Црни барут се још користи као елемент за успорење експлозије у разним муницијама где се траже спорогореће особине.

## Историја и порекло
Сматра се да је барут измишљен у Кини када су таоисти покушали да сачине напитак бесмртности. Барут се сматра једним од четири велика открића древне Кине. Недуго после, кинеске војне снаге су почеле да користе ватрено оружје на бази барута (попут ракета, пиштоља и топова) те експлозивна средства (тј. гранате и разне врсте бомби) у борбама против Монгола када су они покушали да изврше инвазију и униште градске одбрамбене зидине на северним границама Кине. Након што су Монголи освојили Кину и основали династију Јуан, и они су почели да користе кинеску војну технологију на бази барута у свом покушају да освоје Јапан. Такође су користили барут као гориво за ракете.
Већина научника сматра да се након открића барута у Кини, он проширио преко Блиског истока све до Европе, мада међу њима постоји неслагање о томе колико је кинеско напредовање у ратовању помоћу барута утицало на његов каснији напредак на Блиском истоку и Европи. Ширење барута из Кине по Азији врло често се приписује Монголима. Један од првих примера када су се Европљани сусрели са ватреним оружјем и барутом била је битка на реци Шајо 1241. године. У тој бици, Монголи не само да су користили барут у примитивом кинеском ватреном оружју већ и прве примитивне гранате.
Основни проблем који се јавља у проучавању ране историје барута је тежи приступ изворима блиским описаним догађајима. Врло често, први записи доста субјективно описују употребу барута у војним сукобима, а писани су чак и неколико векова након дешавања, те су у знатној мери „обојени“ тадашњим искуствима хроничара. Такође релативно је тешко тачно превести оригиналне алхемијске текстове, нарочито средњовековне кинеске текстове, којима се покушава објаснити феномен помоћу метафора, у модерни научни језик са стого дефинисаном терминологијом. Потешкоће око превода довеле су и до грешака или произвољних интерпретације који се граниче са уметничком слободом. Рани натписи који можда спомињу барут су понекад у лингвистичком процесу означени такозваном семантичком променом (где старе речи добијају нова значења). На пример, арапска реч naft прешла је из значења којим је означава нафту у значење барута, док је кинеска реч pao еволуирала из значења за катапулт у реч која означава топ.
Муслимани су добили знања о баруту у периоду између 1240. и 1280, у време када је Сиријац Хасан ал-Раммах на арапском написао рецепте за барут, упутства за прочишћавање шалитре те описе за начине паљења барута. Барут је из Кине на Блиски исток вероватно дошао преко Индије. На ово упућује ал-Рамахово кориштење појмова „који сугеришу да је он своје знање добио из кинеских извора“, а такође и његово спомињање шалитре под појмом „кинески снег“ (арап. ثلج الصين -saldž al-ṣīn), док ватромет описује као „кинеске цвјетове“, а ракете као „кинеске стијеле“. Ипак, пошто је ал-Рамах своје текстове посветио „свом оцу и прецима“, Ахмед Y. ал-Хасан сматра да се барут раширио по Сирији и Египту „крајем 12. или почетком 13. века“. Персијанци су шалитру називали „кинеска со“ или „со из кинеских сланих мочвара“ (перс. نمک شوره چيني ).
Најранији сачувани документовани докази кориштења ручних пиштоља, за које се сматра да су најстарија врста малог, преносивог ватреног оружја и претходних данашњих пиштоља, потичу из неколико арапских рукописа датираних у 14. век. Ал-Хасан сматра да су они били засновани на ранијим оригиналима и да се у тим рукописима наводи да су ручне топове користили Мемлуци у бици код Ајн Џалута 1260. године. Хасан ал-Рамах је у свој текст под насловом Al-furusijah ve al-manasib al-harbija (Књига војне коњице и домишљатих војних уређаја), укључио 107 рецепата за справљање барута, од чега је 22 за ракете. Ако се узму средње вредности за 17 од 22 ове смеше за ракете (75% нитрата, 9,06% сумпора и 15,94% угља), долази се до готово идентичног „рецепта“ за идеални модерни барут од 75% калијум нитрата, 10% сумпора и 15% угљеника.
Производња барута контролисана од стране државе у Османлијском царству, кроз рани облик ланца добављача којим су се набављали нитрати, сумпор и висококвалитетни угаљ од храстова из Анадолије, допринео је значајном ширењу барута од 15. до 18. века. Таква производња трајала је све до касног 19. века, када је знатно смањена, што приближно одговара и паду војне моћи царства.

## Ефекат
Барут је слаб експлозив: не детонира, већ дефлагрира (брзо гори). Ово је предност у погонском уређају, где се не жели удар који би разбио пиштољ и потенцијално оштетио оператера; међутим, то је недостатак када се жели експлозија. У том случају, погонско гориво (и што је најважније, гасови који настају његовим сагоревањем) морају бити ограничени. Пошто садржи сопствени оксидатор и додатно гори брже под притиском, његово сагоревање је способно да распрсне контејнере као што су гранате, граната или импровизоване „цевне бомбе“ или „лонца под притиском“ да би се формирали шрапнели.
У вађењу, високи експлозиви су генерално пожељнији за разбијање стена. Међутим, због свог малог сјаја, барут изазива мање ломова и резултира употребљивијим каменом у поређењу са другим експлозивима, што га чини корисним за минирање шкриљаца, који је крхак, или монументални камен као што су гранит и мермер. Барут је веома погодан за празне метке, сигналне ракете, рафалне пуњења и лансирања са линија за спасавање. Такође се користи у ватромету за подизање граната, у ракетама као гориво и у одређеним специјалним ефектима.
Сагоревањем мање од половине масе барута претвара се у гас; већина се претвара у честице. Неки од њих се избацују, губе погонску снагу, загађују ваздух и генерално представљају сметњу (одавање положаја војника, стварање магле која омета вид, итд.). Нешто од тога заврши као дебео слој чађи унутар цеви, где је такође сметња за наредне хице и узрок заглављивања аутоматског оружја. Штавише, овај остатак је хигроскопан и уз додатак влаге која се апсорбује из ваздуха формира корозивну материју. Чађ садржи калијум оксид или натријум-оксид који се претвара у калијум-хидроксид, или натријум-хидроксид, који кородира цеви од кованог гвожђа или челика. Због тога је потребно темељно и редовно чишћење како би се уклонили остаци.
Барут се може користити у модерном ватреном оружју све док није на гас.  Најкомпатибилније модерне пушке су сачмарице са глатким цевима које раде са дугим трзајем са хромираним основним деловима као што су цеви и проврти. Такви пиштољи имају минимално прљање и корозију и лакше се чисте.

## Састав
Појам црни барут скован је крајем 19. века, углавном у САД, да би се разликовали ранији рецепти за прављење барута од нових бездимних барутних врста и полудимних пушчаних прахова, у случајевима када се ти појмови не односе на кордит. Полудимни барути имају већину особина сличних црном баруту, али производе знатно мању количину дима и производа сагоревања. Бездимни барут има доста другачије особине сагоревања (притисак у односу на време) и може произвести виши притисак и рад по једном граму. Његова употреба у старијим оружјима, дизајнираним за црни барут, може их уништити. Бездимни може бити разних боја, од смеђих до жутих и белих нијанси. Већина полудимних барута се престала производити 1920-их.
Црни барут је грануларна смеша:
- нитрата, обично калијум нитрата, који у реакцији сагоревања служи као извор кисеоника;
- дрвени угаљ, који у реакцији служи као подлога за угљеник и друге изворе горива, а поједностављује се као угљеник (C);
- сумпор (S), који служи за снижавање температуре неопходне за запаљење смесе, а такође служи и као гориво за реакцију, па он тиме повећава брзину изгарања барута.

Калијум нитрат је најважнији састојак барута, било да се ради о количини или функцији, јер у се процесу сагоревања из њега отпушта кисеоник, а потпомаже и брзо сагоријевање других састојака. Да би се спречила могућност ненамерног запаљења барута статичким електрицитетом, грануле модерног црног барута су обично обложене графитом, који спречава настанак електростатичког набоја. Угаљ се не састоји од чистог угљеника. У њему се налази и делимично пиролизована целулоза, у којој дрво није у потпуности распаднуто. Чисти угљеник се разликује од обичног дрвеног угља. Док је температура самозапаљења угља релативно ниска, код угљика је она знатно виша. Стога, када би у саставу црног барута био чисти угљеник, он би сагоријевао попут врха шибице, што је и најбоље.
Тренутни стандардни састав за црне баруте, које производе пиротехничари, усвојен је још током 1780-их. Према тежини, пропорције су 75% калијум нитрата (познатијег као шалитра), 15% меког дрвеног угља и 10% сумпора. Ови односи су варирали током векова и у разним земљама, а могу се донекле променити у зависности од намене барута. На пример, степени снаге црног барута, који није погодан за кориштење у ватреном оружју али погодан за минирање стена у каменоломима, назива се прах за минирање уместо „барут“ са стандардним односима 70% нитрата, 14% угља и 16% сумпора. Такав барут се може правити и са јефтинијим натријум нитратом који замењује калијум нитрат, а односи могу бити и нижи, на пример, 40% нитрата, 30% угља и 30% сумпора. Ламот ду Понт је 1857. решио основни проблем користећи формулу са јефтинијим натријум нитратом те је такву формулу патентирао као ДуПонт "Б" прах за минирање. Након тога, од њега је почео да производи зрнца помоћу пресе на уобичајен начин, у којем је мешао прах са графитном прашином током 12 сати. Тиме је добио слој графита на сваком зрнцу барута, чиме је смањио његову могућност упијања влаге.
Међутим, употреба графита и натријум нитрата није била новост. Сјајна зрнца барута прекривена графитом била су већ усвојена техника 1839, док је минерски прах на бази натријум нитрита прављен у Перуу дуги низ година раније, користећи натријум нитрат ископан из рудника Тарапаца (данас у Чилеу). Осим тога, 1846. су изграђене две фабрике на југозападу Енглеске где се правио минерски прах користећи перуански натријум нитрат. Ту идеју, према некима, из Перуа су донијели рудари из Корнвола који су се вратили кући након истека уговора. Друга претпоставка је да је Билијам Лоб, сакупљач биљака, препознао могућности натријум нитрата током свог путовања у Јужну Америку. Ламот ду Понт је засигурно знао о кориштењу графита, а такође је могао знати и за фабрике у југозападној Енглеској. У свом патенту, он је био нарочито пажљив када је навео да је његов патент заправо комбинација графита са барутом на бази натријум нитрата, а не да се ради о две засебне технологије.
Француски ратни барут из 1879. састојао се из 75% шалитре, 12,5% угља и 12,5% сумпора. Енглески ратни барут из 1879. користио се у односу 75% шалитре, 15% угља и 10% сумпора. Британске Конгревове ракете користиле су смесу 62,4% шалитре, 23,2% угља и 14,4% сумпора, док је британски барут Марк VII изменио однос на 65% шалитре, 20% угља и 15% сумпора. Објашњење за велики распон у односима повезан је са начинима употребе таквих барута. Барут кориштен за ракете може имати знатно спорију брзину изгарања, јер он убрзава пројектиле далеко дужи временски период, док барут за оружје попут пушака кремењача, мушкета, кубура и слично треба знатно вишу брзину сагоревања да убрза метак у доста краћем времену. Топови су обично користили спорогореће баруте, јер би многи могли напукнути са брзогорећим барутима.

### Остале композиције
Осим црног барута, постоје и друге историјски важне врсте барута. Наводи се да се „браон барут“ састоји од 79% нитрата, 3% сумпора и 18% дрвеног угља на 100 сувог праха, са око 2% влаге. Призматични смеђи прах је производ великог зрна који је компанија Rottweil представила 1884. године у Немачкој, који је убрзо након тога усвојила британска Краљевска морнарица. Француска морнарица усвојила је фини, 3,1 милиметарски, не призматични зрнасти производ под називом Slow Burning Cocoa (SBC) или "какао прах". Ови браон прахови су још више смањили брзину сагоревања користећи само 2 процента сумпора и коришћењем дрвеног угља направљеног од ражене сламе која није била потпуно угљенисана, па отуда и браон боја. 
Лесмок прах је производ који је развио DuPont 1911. један од неколико полудимних производа у индустрији који садрже мешавину црног и нитроцелулозног праха. Продат је Винчестеру и другима првенствено за .22 и .32 мале калибре. Његова предност је била у томе што се у то време веровало да је мање корозиван од бездимног барута који је тада био у употреби. У САД се све до 1920-их није схватало да је стварни извор корозије остатак калијум хлорида из прајмера осетљивих на калијум хлорат. Крупнији црни прах боље распршује остатке прајмера. Неуспех да се ублажи корозија прајмера дисперзијом изазвала је лажан утисак да прах на бази нитроцелулозе изазива корозију. Лесмок је имао нешто веће количине црног праха за распршивање остатака прајмера, али нешто мање укупне количине од правог црног праха, што је захтевало ређе чишћење отвора. Последњи пут га је продао Винчестер 1947.

### Прах без сумпора
Развој бездимног барута, као што је кордит, крајем 19. века створио је потребу за пуњењем осетљивим на варнице, као што је барут. Међутим, садржај сумпора у традиционалним барутима је изазвао проблеме са корозијом код Cordite Mk I и то је довело до увођења низа барута без сумпора, различитих величина зрна.  Обично садрже 70,5 делова шалитре и 29,5 делова дрвеног угља.  Као и црни барут, производили су се у различитим величинама зрна. У Уједињеном Краљевству, најфиније зрно је било познато као прах од брашна без сумпора (СМП). Крупнија зрна су нумерисана као барут без сумпора (SFG n): 'SFG 12', 'SFG 20', 'SFG 40' и 'SFG 90' , на пример где број представља најмању величину BSS  сита, која није задржала зрна.
Главна улога сумпора у баруту је смањење температуре паљења. Реакција узорка за барут без сумпора би била:
{\displaystyle {\ce {6 KNO3 + C7H4O -> 3 K2CO3 + 4 CO2 + 2 H2O + 3 N2}}}

### Бездимни прах или барут
Термин црни барут је скован крајем 19. века, првенствено у Сједињеним Државама, како би се разликовале претходне формулације барута од нових бездимних и полубездимних барута. Полу-бездимни барути су имали својства запремине која је била приближна црном баруту, али је имала значајно смањене количине дима и продуката сагоревања. Бездимни прах има различита својства горења (притисак у односу на време) и може да генерише већи притисак и рад по граму. Ово може покидати старије оружје дизајнирано за црни барут. Бездимни прах је био у боји од смеђе жуте до жуте до беле боје. Већина расутог полудимног барута престала је да се производи 1920-их.

## Особине сагоревања
Барут се производи у барутани. Црни барут је смеша шалитре (калијум-нитрата или, ређе, натријум-нитрата) ћумура и сумпора са приближним тежинским односом 15:3:2. Кроз векове однос се мењао и варира зависно од намене барута. Састојци су добро помешани и самлевени под тешким ваљцима. Међусобно реагују експлозивном жестином приликом паљења и тада производе веома велику запремину гаса, која је много већа од запремине полазног материјала. Теоретски, реакција се може приказати једначином:
При овој реакцији калијум-сулфид остаје као чврсти остатак. Ипак, стварни механизам је компликованији и због споредних реакција граде се други производи као што су калијум-карбонат и калијум-сулфат.
Балансирана, али и даље поједностављена, једначина гласила би:
Иако хемијска формула угља варира, она приближно може бити представљена његовом емпиријском формулом: . Стога, знатно тачнија једначина распадања обичног црног барута који се користи са сумпором, може бити описана овако:
Сагоревање црног барута без употребе сумпора:
Сагоријевање барута се не одвија у једној реакцији, ипак, нуспроизводе реакције није лако предвидети. Једна студија је показала да је настало (у опадајућем низу према количинама) 55,91% чврстих производа: калијум карбонат, калијум сулфат, сумпор, калијум нитрат, калијум тиоцијанат, угљеник и амонијум карбонат те 42,98% гасовитих производа: угљен-диоксид, азот, угљен моноксид, водоник сулфид, водоник и метан као и 1,11% воде.
Црни барут направљен са јефтинијим и доступнијим натријум нитратом (у одговарајућим пропорцијама) деловао је једнако добро, али је био и пуно више осетљив на влагу од барута направљених од калијум нитрата, познатијег под називом шалитра. Пошто су зрнца црног барута направљеног од шалитре много боље подносила влагу у ваздуху, он се могао складиштити и изван посуде без деградације узроковане влагом. Старе кубуре и пушке кремењаче су могле опалити чак и ако су годинама висиле окачене на зид, пошто су остајале на сувом месту. За разлику од њих, црни барут направљен од натријум нитрата морао је бити складиштен у поклопљеним и запечаћеним посудама (бачвама) да би остао стабилан.
Барут отпушта отприлике 3 MJ енергије по килограму, а садржи и властити оксидант. У поређењу с тим, специфична енергија ТНТ-а је 4,7 MJ по килограму, док је специфична енергија бензина 47,2 MJ по килограму (мада је бензину неопходан оксидант, тако да оптимизована мешавина бензина и O2 садржи 10,4 MJ по килограму). Барут спада у слабо експлозивне материјале и као такав се не детонира. Уместо тога, он дефлагрира. Пошто садржи властити оксидант те још брже гори под притиском, његовим сагоревањем могуће је распукнуће посуда или предмета у којима је смештен, попут граната, бомби и импровизираних експлозивних направа, чиме настају гелери (шрапнели).

## Карактеристике и употреба
Барут не спада у високе експлозиве јер има врло малу брзину сагоревања, дакле, има ниску бризантност. Иста особина која га чини слабим експлозивом чини га корисним пропелантом (погонским средством за пројектиле у ватреном оружју) - недостатак бризантности онемогућава црни барут да разбије буренце ватреног оружја и усмерава енергију на погон артиљеријског зрна.
Главна предност модерног бездимног барута у односу на црни барут је висока енергетска густина и мала количина чађи коју оставља након сагоревања. Током сагоревања, мање од пола црног барута се претвори у гас; остатак се претвара у дебели слој чађи унутар буренцета и густ облак белог дима. Чађ не само да је вишак у том процесу, него и узрокује брже рђање метала дотичног оружја. Да би се спречиле негативне последице, пре и после пуцања из оружја са црним барутом, оно се мора добро очистити, што троши време, а густ дим који проузрокује омета видљивост те представља још једну слабост у борби.
Крупноћа гранула црног барута одређује колико брзо ће он сагорети. Што је барут ситнији, то је површина већа и барут брже гори. Дакле, барут представља експлозив чија се брзина сагоревања може регулисати.

## Друге употребе
Осим његове употребе као погонског горива у ватреном оружју и артиљерији, црни барут је друга главна употреба била као прах за минирање у каменоломима, рударству и изградњи путева (укључујући изградњу пруга). Током 19. века, ван ратних ванредних ситуација као што су Кримски рат или Амерички грађански рат, више црног барута је коришћено у овим индустријским употребама него у ватреном оружју и артиљерији. Динамит га је постепено заменио за те намене. Данас су индустријски експлозиви за такву употребу и даље огромно тржиште, али већина тржишта је у новијим експлозивима, а не у црном баруту.
Почевши од 1930-их, барут или бездимни барут се користио у пиштољима, омамљивачима за животиње и другим индустријским грађевинским алатима. „Пиштољ“, алат који се покреће прахом, забија ексере или шрафове у чврсти бетон, што није могуће код хидрауличких алата, а данас је и даље важан део разних индустрија, али се у патронама обично користе бездимни барути. Индустријске сачмарице су коришћене да елиминишу упорне материјалне прстенове у радним ротационим пећима (као што су оне за цемент, креч, фосфат, итд.) и клинкера у оперативним пећима, а комерцијални алати чине ову методу поузданијом.
Барут се повремено користио у друге сврхе осим оружја, рударства, ватромета и грађевинарства:
- После битке код Асперн-Еслинга (1809), Доминик-Жан Лари, хирург Наполеонове армије, у недостатку соли, зачинио је од коњског меса барутом бујон за рањенике.[54][55] Користио се и за стерилизацију на бродовима када није било алкохола.
- Британски морнари су користили барут за прављење тетоважа када мастило није било доступно, боцкањем коже и утрљавањем праха у рану методом познатом као трауматично тетовирање.[56]
- Кристијан Хајгенс је експериментисао са барутом 1673. у раном покушају да направи барутни мотор, али није успео.[57] Савремени покушаји да се поново створи његов изум били су на сличан начин неуспешни.[58]
- У близини Лондона 1853. године, капетан Шрапнел је демонстрирао употребу црног барута у преради минерала у методи за дробљење руда које садрже злато испаљивањем из топа у гвоздену комору. Ништа није произашло из проналаска, јер су машине за дробљење које су постале поузданије јер су већ ушле у употребу.[59]
- Почевши од 1967. године, уметник из Лос Анђелеса Ед Русха почео је да користи барут као уметнички медиј за серију радова на папиру.

Барут се првобитно производио у медицинске сврхе. Јео се, у нади да ће излечити пробавне болести; удисање, за респираторне поремећаје; и, као што је поменуто, утрљава се на поремећаје на нивоу коже као што су осип или опекотине.

## Правни статус
Модел правилника Уједињених нација о транспорту опасних материја и национални транспортни органи, као што је Министарство саобраћаја Сједињених Држава, класификовали су барут (црни барут) као Групу А: Примарна експлозивна супстанца за транспорт јер се тако лако запали. Комплетни произведени уређаји који садрже црни барут се обично класификују као Група Д: секундарна детонирајућа супстанца, или црни барут, или предмети који садрже секундарну детонирајућу супстанцу, као што су ватромет, ракетни мотор класе Д, итд., за отпрему јер их је теже запалити од пудера у праху. Као експлозив, сви они спадају у категорију класе 1.

## Фусноте
1. ↑  Пуњење патрона црног барута у већину ватреног оружја на гас доводи до неуспеха у циклусу. Међутим, неки пиштољи на гас који користе патроне као што су .45 ACP, 9x19mm, па чак и 7.62x39mm могу донекле правилно да круже у зависности од модела ватреног оружја, спецификација кертриџа и оптерећења (иако са великим запрљањем).).[25][26][27][28][29][30]